# Pietragrossa
Pietragrossa è un rilievo dell'isola d'Elba.

## Descrizione
Situato nel settore occidentale dell'isola, presso Chiessi, raggiunge un'altezza di 400 metri sul livello del mare.
Il toponimo deriva da una vasta formazione monzogranitica che contraddistingue il rilievo.